# Ronde van Italië 2013/Vijftiende etappe
De 15e etappe van de Ronde van Italië 2013 werd op 18 mei gereden. Het betrof een bergrit over 168 kilometer van Cesana Torinese naar de Col du Galibier. De ingekorte bergrit werd gewonnen door de Italiaan Giovanni Visconti die als enige van de vluchters vooruit bleef. De Italiaan Vincenzo Nibali bleef aan de leiding in het algemeen klassement.

## Verloop
De vijftiende etappe naar de Col du Galibier werd door de slechte weersomstandigheden met 4,2 kilometer ingekort. Er werd niet meer volledig naar de top van de Galibier geklommen, maar er werd 4,2 kilometer eerder bij het monument van de Italiaan Marco Pantani gefinisht. De andere beklimming van de dag, de Col du Mont Cenis, vond toch plaats. Er werd echter beslist om geneutraliseerd bergop te rijden, met als gevolg dat het peloton als geheel de berg opreed. De punten voor de bergtrui werden wel toegekend en dus was het de Italiaan Stefano Pirazzi die ervandoor ging in de laatste kilometer van de klim. Hij kreeg onder andere de Nederlander Pieter Weening mee en met een groep van vijf gingen ze voorop in de rest van de afdaling. Na veel onenigheid tussen Weening en Pirazzi besloten de Italianen Giovanni Visconti en Matteo Rabottini om weg te springen. Rabottini wist, net als Weening en Pirazzi, niet vooruit te blijven. In het peloton waren het vooral de Nederlanders Robert Gesink en Wilco Kelderman die de aanvallen plaatsten, maar beiden werden weer teruggepakt. Ondertussen lukte het niet om Giovanni Visconti bij te benen en deze reed solo naar de eindstreep. Daarachter werd door de Colombiaan Carlos Alberto Betancur en de Polen Przemysław Niemiec en Rafał Majka gesprint om de bonificatieseconden. Deze sprint werd gewonnen door Betancur, gevolgd door Niemiec en Majka.
In het algemeen klassement gebeurde weinig, omdat de Italiaan Vincenzo Nibali zijn directe concurrenten in de gaten hield en niet liet ontsnappen. Achter hem staat op de tweede plek de Australiër Cadel Evans met een achterstand van één minuut en zesentwintig seconden. Op de derde plaatst rijdt de Colombiaan Rigoberto Urán met een achterstand van twee minuten en zesenveertig seconden. De beste Nederlander is Robert Gesink die op de dertiende plaats staat met een achterstand van zeven minuten en achtendertig seconden. Francis De Greef is met zijn drieëntwintigste plek de beste Belg. Hij heeft een achterstand van achttien minuten en zevenendertig seconden.
De Brit Mark Cavendish wist de leiding in het puntenklassement te behouden na de vijftiende etappe. Ook de Italiaan Stefano Pirazzi wist de leiding in het bergklassement te behouden, nadat hij punten pakte in de ontsnapping. Door de bonificatieseconden die de Colombiaan Carlos Alberto Betancur pakte op de eindstreep nam hij de leiding in het jongerenklassement over van de Pool Rafał Majka. In het ploegenklassement was het de Britse Sky ploeg die de leiding behield.

## Uitslag
| Cesana Torinese - Col du Galibier (145 km) |                         |                           |          |
| Plaats                                     | Naam                    | Ploeg                     | Tijd     |
| Winnaar                                    | Giovanni Visconti       | Team Movistar             | 4u40'48" |
| 2                                          | Carlos Alberto Betancur | AG2R-La Mondiale          | + 42"    |
| 3                                          | Przemysław Niemiec      | Lampre-Merida             | z.t.     |
| 4                                          | Rafał Majka             | Team Saxo-Tinkoff         | z.t.     |
| 5                                          | Fabio Duarte            | Colombia                  | + 47"    |
| 6                                          | Michele Scarponi        | Lampre-Merida             | + 54"    |
| 7                                          | Vincenzo Nibali         | Astana Pro Team           | z.t.     |
| 8                                          | Cadel Evans             | BMC Racing Team           | z.t.     |
| 9                                          | Mauro Santambrogio      | Vini Fantini-Selle Italia | z.t.     |
| 10                                         | Rigoberto Urán          | Sky Procycling            | z.t.     |
|                                            |                         |                           |          |
| 14                                         | Wilco Kelderman         | Blanco Pro Cycling        | + 1'00"  |
| 35                                         | Francis De Greef        | Lotto-Belisol             | + 2'47"  |

## Klassementen
| Algemeen klassement |                         |                           |           |
| Plaats              | Naam                    | Ploeg                     | Tijd      |
| Roze trui           | Vincenzo Nibali         | Astana Pro Team           | 62u02'34" |
| 2                   | Cadel Evans             | BMC Racing Team           | + 1'26"   |
| 3                   | Rigoberto Urán          | Sky ProCycling            | + 2'46"   |
| 4                   | Mauro Santambrogio      | Vini Fantini-Selle Italia | + 2'47"   |
| 5                   | Michele Scarponi        | Lampre-Merida             | + 3'53"   |
| 6                   | Przemysław Niemiec      | Lampre-Merida             | + 4'35"   |
| 7                   | Carlos Alberto Betancur | AG2R-La Mondiale          | + 5'15"   |
| 8                   | Rafał Majka             | Team Saxo-Tinkoff         | + 5'20"   |
| 9                   | Domenico Pozzovivo      | AG2R-La Mondiale          | + 5'57"   |
| 10                  | Beñat Intxausti         | Team Movistar             | + 6'21"   |
|                     |                         |                           |           |
| 13                  | Robert Gesink           | Blanco Pro Cycling        | + 7'38"   |
| 23                  | Francis De Greef        | Lotto-Belisol             | + 18'37"  |

| Puntenklassement |                    |                           |        |
| Plaats           | Naam               | Ploeg                     | Punten |
| Rode trui        | Mark Cavendish     | Omega Pharma-Quickstep    | 109    |
| 2                | Cadel Evans        | BMC Racing Team           | 91     |
| 3                | Mauro Santambrogio | Vini Fantini-Selle Italia | 84     |
|                  |                    |                           |        |
| 37               | Pim Ligthart       | Vacansoleil-DCM           | 22     |
| 39               | Bert De Backer     | Argos-Shimano             | 20     |

| Bergklassment |                   |                           |        |
| Plaats        | Naam              | Ploeg                     | Punten |
| Blauwe trui   | Stefano Pirazzi   | Bardiani Valvole-CSF Inox | 65     |
| 2             | Giovanni Visconti | Team Movistar             | 42     |
| 3             | Robinson Chalapud | Colombia                  | 28     |
|               |                   |                           |        |
| 14            | Willem Wauters    | Vacansoleil-DCM           | 9      |
| 16            | Pieter Weening    | Orica-GreenEdge           | 9      |

| Jongerenklassement |                         |                    |           |
| Plaats             | Naam                    | Ploeg              | Tijd      |
| Witte trui         | Carlos Alberto Betancur | AG2R-La Mondiale   | 62u07'49" |
| 2                  | Rafał Majka             | Team Saxo-Tinkoff  | + 5"      |
| 3                  | Wilco Kelderman         | Blanco Pro Cycling | + 8'14"   |
|                    |                         |                    |           |
| 10                 | Jens Keukeleire         | Orica-GreenEdge    | +1u22'53" |

| Ploegenklassement |                    |            |
| Plaats            | Ploeg              | Tijd       |
|                   | Sky ProCycling     | 185u45'06" |
| 2                 | Blanco Pro Cycling | + 5'45"    |
| 3                 | Lampre-Merida      | + 5'56"    |

1e etappe ·
2e etappe ·
3e etappe ·
4e etappe ·
5e etappe ·
6e etappe ·
7e etappe ·
8e etappe ·
9e etappe ·
10e etappe ·
11e etappe ·
12e etappe ·
13e etappe ·
14e etappe ·
15e etappe ·
16e etappe ·
17e etappe ·
18e etappe ·
19e etappe ·
20e etappe ·
21e etappe
Startlijst · Eindstanden · Afbeeldingen